# Kawhi Leonard
Kawhi Anthony Leonard (født 29. juni 1991) er en amerikansk professionel basketballspiller, som spiller for NBA-holdet Los Angeles Clippers. Han har vundet Defensive Player of the Year to gange i sin karriere.

## Karriere
Leonard blev draftet til NBA i 2011 af Indiana Pacers, der dog øjeblikkeligt efterfølgende tradede ham til San Antonio Spurs. Inden draften havde han spillet college-basketball for San Diego State Universitys hold SDSU Aztecs.
Leonard spillede sine første syv år i NBA hos Spurs, og var her med til at vinde ligaens mesterskab i 2014 efter finalesejr på 4-1 i kampe over Miami Heat. Leonard blev efterfølgende kåret til NBA Finals MVP efter at have leveret et gennemsnit på 18 point og seks rebounds over de fem kampe. Året forinden havde Spurs og Leonard også nået finalen mod Heat, der dette år dog vandt finaleserien i syv kampe. I løbet af sin tid hos Spurs blev Leonard to gange, i 2016 og 2017, udtaget til NBA's All-Star-kamp, og han blev desuden to gange, i 2015 og 2016 kåret til ligaens bedste forsvarsspiller.
I sommeren 2018 tradede Spurs Leonard til Toronto Raptors. Hans første sæson i klubben blev meget succesfuld, da han var med til at føre klubben frem til sit første NBA-mesterskab nogensinde, efter en finalesejr i seks kampe over de regerende mestre fra Golden State Warriors. Endnu engang blev Leonard kåret til Finals MVP.

## NBA-klubber
- 2011-2018: San Antonio Spurs
- 2018-2019: Toronto Raptors
- 2019-: Los Angeles Clippers[3]